# 블루문

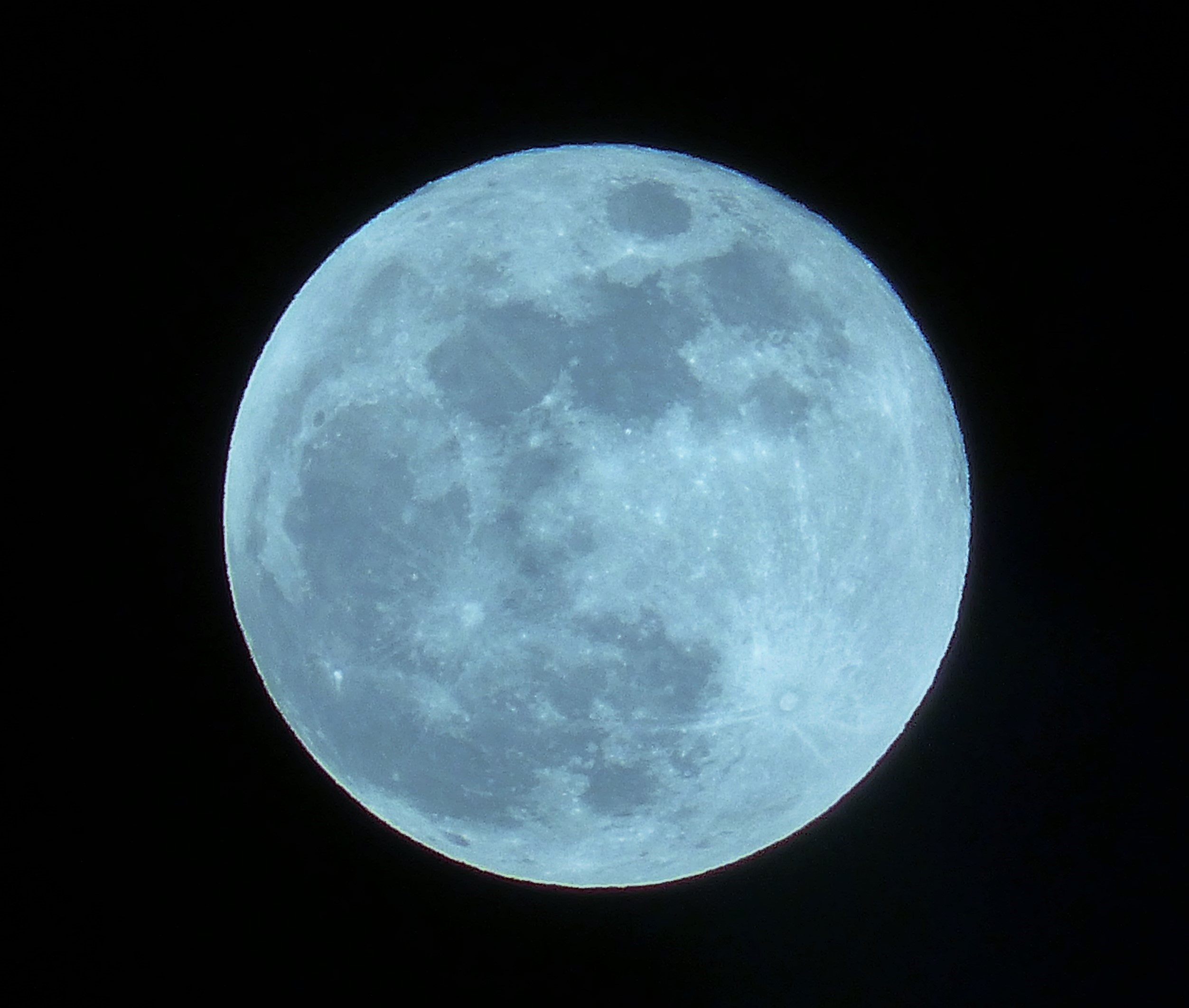

블루문(blue moon)은 양력 날짜로 한 달에 보름달이 두 번 뜨는 현상에서, 두 번째로 뜬 달을 일컫는 말이다. 달의 색깔과는 무관하다.

## 용어의 기원
달의 공전 주기는 27.3일이고 달의 위상변화 주기는 29.5일
이다. 그런데 양력에서 한 달은 2월을 제외 하고 30, 31일이다.
이 때문에 한 달의 1일경에 보름달이 뜨면 30일이나 31일경에 다시 보름 달이 뜨는 경우가 생길 수 있다.
보름달을 풍요의 상징으로 보는 동양과 달리 서양에서는 보름달을 불길한 것으로 인식하여 한 달에 두 번이나 뜨는 보름달을 재수 없는 것으로 인식하여 블루문이라고 칭하게 되었다. 어원적으로 보면, 'blue'와 같은 발음인 옛 영어 단어 'belewe'에는 '배신하다(betray)'라는 뜻이 있는데, 두 번째 뜨는 보름달을 '배신자의 달(betrayer moon)'이라 칭한 게 지금과 같이 불길한 두 번째 보름달로서의 '블루문' 개념을 낳았다고 전해지는 것이다.

## 블루문의 발생 빈도
1년은 365일이므로 100년은 36500일. 여기에 24.25번의 윤년을 포함하면 100년은 36524.25일이 된다.
보름달의 경우, 주기가 29.53059일이므로 100년간 보름달은 1236.83번 뜨게 되고, 또한 100년은 1200월이므로 100년간 발생하는 블루 문의 횟수는 36.83번, 즉, 2.715년에 한번씩 나타나게 된다. 이는 윤달의 빈도와 같은데 여기서 1월과 3월에 보름달이 두번 뜨고, 2월에 뜨지 않는 것은 하나로 센 것이다.

## 푸른 달
실제로 파란 빛을 내는 달은 화산폭발이나 대형 산불로 인해 대기 중에 먼지의 농도가 짙어질 때 나타날 수 있다. 붉은 빛의 파장보다 약간 넓은 입자들은 미 산란(Mie scattering)에 의해 달로부터 도달하는 붉은 계열의 빛은 강하게 산란시키고, 다른 색의 빛은 통과시키면서 백색 푸른색 심지어는 녹색을 띤다고 한다. 실제로 1883년 인도네시아의 크라카토아(Krakatoa)화산 폭발로 인해 수일간 푸른 달이 관측되었다고 한다. 이것은 천문활동과는 관련이 없다.

## 같이 보기
- 슈퍼문